# Ready or Not (ビデオゲーム)

『Ready Or Not』は、アイルランドに拠点を置くVOID Interactiveが開発・販売するファーストパーソンシューティングゲームの一つである。
2017年に開発を発表。2019年にプレα版をリリース。2023年12月に正式版がリリースされ、2024年1月に日本語に対応した。

## 概要
舞台は架空都市である『ロススエノス市』。プレイヤーはロススエノス市警（LSPD）のSWATのジャッジ巡査部長となり容疑者と対峙する。
プレイヤーはアメリカ合衆国の警察特殊部隊、SWATとなり法の執行者として交戦規定を遵守しつつミッションを確実に遂行させていく。
プレイヤーはライフル、サブマシンガン、ショットガン、ハンドガンの幅広い武器を使用することができ、照準器（スコープ）、ウェポンライト、レーザーサイト、フォアグリップなどのアタッチメントも装備することができる。他にもフラッシュバンやスティンガーグレネード、バリスティックシールド、ペッパースプレー(催涙スプレー)など実際の特殊部隊が装備している装備品を使うことができる。
プレイヤーはなるべく死人を出さず(民間人と容疑者も)に任務を進行すると高評価を得られる。スタンガンやビーンバッグ弾、ペッパーボール銃などの低致死兵器を駆使し、容疑者を殺害ではなく無力化、逮捕することが好ましい。
交戦規定に違反したプレイヤーは評価がマイナスになったり、他のSWAT隊員に射殺されてしまうため交戦規定を遵守することが重要となる。

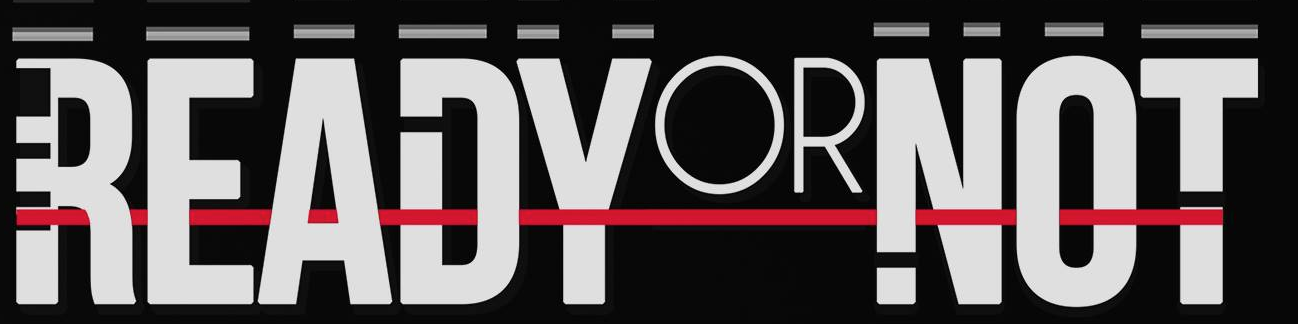
タイトルロゴ

## ゲーム内容
ハードコアかつリアルなゲームプレイを特徴としており、実際の警察機関や専門家の監督の元、交戦規定や跳弾、動力学などが再現されている。ミッション内に一度死亡してしまったらそのミッションではスポーンすることは出来ず、味方またはAIの観戦しかできなくなり、非常に難易度が高い仕様となっている。
ゲームの最もの目的は「犯罪現場を制圧すること」。あくまでSWATの目的は容疑者の殺害ではなく、無力化であるため生け捕りにしたほうが評価は高い物となる

### 画面表示
ReadyOrNotでは画面内に表示される情報は僅かなもので、自分の体やその場の雰囲気で判断しないといけないことがある。ゲーム内で表示される項目は、「ボタン操作補助・ポイントの増減・装備しているギア・身体の損傷具合・方向コンパス・部隊の命令状態・ケミカルライトの残数」のみである。銃の残弾数はRキー長押しでマガジンチェックするまで判らない。「敵を撃破した」などの情報は表示されないため容疑者を無力化した場合は目視できちんと確認をし、確実に無力化しないといけない。死亡しているかどうかは無線報告アイコンでわかるが、死んだふりをしている場合があるため注意が必要。

## リリースに関する問題
2022年6月16日、 ステージ『ナイトクラブ』が原因で商標侵害でゲームに対して削除要求をされ後にSteamから削除された。ゲーム内のナイトクラブの名前『Pryzm』はRekom UK(英語版) が所有する英国のナイトクラブチェーンの名前でもある。なお、6月18日には侵害箇所を修正した状態でSteamに戻っている。またメディアでナイトクラブマップがリリースされた日は2016年に発生したパルスナイトクラブ銃乱射事件(英語版)の日であるとして示唆されたが、開発者はノーコメントとしている。

## 開発状況
ReadyOrNotは現在も開発が進んでおりこれからも数々のアップデートがリリースされる予定。Steamページのニュースにて開発状況を確認できる。
- 2019年 - プレアルファ版公開
- 2021年12月17日 - 早期アクセスとして初リリース
- 2023年12月 - 正式バージョンリリース[9]
- 2024年1月 - 日本語対応[1]